# Screen Actors Guild Awards 1995
La prima cerimonia del Premio SAG si è svolta il 25 febbraio 1995.

## Cinema

### Migliore attore protagonista
- Tom Hanks – Forrest Gump
- Morgan Freeman – Le ali della libertà (The Shawshank Redemption)
- Paul Newman – La vita a modo mio (Nobody's Fool)
- Tim Robbins – Le ali della libertà
- John Travolta – Pulp Fiction

### Migliore attrice protagonista
- Jodie Foster – Nell
- Jessica Lange – Blue Sky
- Meg Ryan – Amarsi (When a Man Loves a Woman)
- Susan Sarandon – Il cliente (The Client)
- Meryl Streep – The River Wild - Il fiume della paura (The River Wild)

### Migliore attore non protagonista
- Martin Landau – Ed Wood
- Samuel L. Jackson – Pulp Fiction
- Chazz Palminteri – Pallottole su Broadway (Bullets Over Broadway)
- Gary Sinise – Forrest Gump
- John Turturro – Quiz Show

### Migliore attrice non protagonista
- Dianne Wiest – Pallottole su Broadway
- Jamie Lee Curtis – True Lies
- Sally Field – Forrest Gump
- Uma Thurman – Pulp Fiction
- Robin Wright Penn – Forrest Gump

## Televisione

### Miglior attore in un film televisivo o miniserie
- Raúl Juliá – Il fuoco della resistenza (La vera storia di Chico Mendes) (The Burning Season)
- James Garner – The Rockford Files: I Still Love L.A.
- John Malkovich – Cuore di tenebra (Heart of Darkness)
- Gary Sinise – Stephen King's The Stand
- Forest Whitaker – Voglia di potere (The Enemy Within)

### Miglior attrice in un film televisivo o miniserie
- Joanne Woodward – Breathing Lessons
- Katherine Hepburn – Fiocchi di neve per Buddy (Truman Capote's One Christmas)
- Diane Keaton – Amelia Earhart: The Final Flight
- Sissy Spacek – Una casa per Annie (A Place for Annie)
- Cicely Tyson – The Oldest Living Confederate Widow Tells All

### Miglior attore in una serie drammatica
- Dennis Franz – NYPD - New York Police Department
- Héctor Elizondo – Chicago Hope
- Mandy Patinkin – Chicago Hope
- Tom Skerritt – La famiglia Brock (Picket Fences)
- Patrick Stewart – Star Trek: The Next Generation

### Miglior attrice in una serie drammatica
- Kathy Baker – La famiglia Brock (Picket Fences)
- Swoosie Kurtz – Sisters
- Angela Lansbury – La signora in giallo (Murder, She Wrote)
- Jane Seymour – La signora del West (Dr. Quinn, Medecine Woman)
- Cicely Tyson – Per amore della legge (Sweet Justice)

### Miglior attore in una serie commedia
- Jason Alexander – Seinfeld
- John Goodman – Pappa e ciccia (Roseanne)
- Kelsey Grammer – Frasier
- David Hyde Pierce – Frasier
- Paul Reiser – Innamorati pazzi (Mad About You)

### Miglior attrice in una serie commedia
- Helen Hunt – Innamorati pazzi
- Roseanne Barr – Pappa e ciccia
- Candice Bergen – Murphy Brown
- Ellen DeGeneres – Ellen
- Julia Louis-Dreyfus – Seinfeld

### Miglior cast in una serie drammatica
- NYPD - New York Police Department
Amy Brenneman, David Caruso, Gordon Clapp, Dennis Franz, Vincent Guastaferro, Sharon Lawrence, James McDaniel, Gail O'Grady, Nicholas Turturro
- Chicago Hope
Adam Arkin, Héctor Elizondo, Thomas Gibson, Roxanne Hart, Peter MacNicol, E.G. Marshall, Mandy Patinkin
- E.R. - Medici in prima linea (ER)
George Clooney, Anthony Edwards, Eriq La Salle, Julianna Margulies, Sherry Stringfield, Noah Wyle
- La famiglia Brock (Picket Fences)
Kathy Baker, Don Cheadle, Holly Marie Combs, Kelly Connell, Robert Cornthwaite, Fyvush Finkel, Lauren Holly, Costas Mandylor, Justin Shenkarow, Tom Skerritt, Leigh Taylor-Young, Ray Walston, Adam Wylie
- Law & Order - I due volti della giustizia
Jill Hennessy, Steven Hill, S. Epatha Merkerson, Chris Noth, Jerry Orbach, Sam Waterston

### Miglior cast in una serie commedia
- Seinfeld
Jason Alexander, Julia Louis-Dreyfus, Michael Richards, Jerry Seinfeld
- Frasier
Peri Gilpin, Kelsey Grammer, Jane Leeves, John Mahoney, David Hyde Pierce
- Innamorati pazzi
Helen Hunt, Leila Kenzle, Richard Kind, Lisa Kudrow, John Pankow, Anne Ramsay, Paul Reiser
- Un medico tra gli orsi (Northern Exposure)
Darren E. Burrows, John Corbett, Barry Corbin, John Cullum, Cynthia Geary, Elaine Miles, Rob Morrow, Peg Phillips, Teri Polo, Paul Provenza, Janine Turner
- Murphy Brown
Candice Bergen, Pat Corley, Faith Ford, Charles Kimbrough, Joe Regalbuto, Grant Shaud

## SAG Annual Life Achievement Award
- George Burns